# Paroisse Saint-Honoré d'Eylau
La paroisse Saint-Honoré d'Eylau est une paroisse catholique dans le 16e arrondissement de Paris.

## Historique
Au début du XIXe siècle, une importante communauté monastique réside dans la plaine de Passy. En 1855, une chapelle est construite, elle est dédiée au Sacré-Cœur. En 1860, la commune de Passy est rattachée à Paris, comme la majorité des communes situées entre le mur d'octroi et l'enceinte militaire conçue par Thiers. La paroisse Saint-Honoré-de-la-Plaine est créée en 1862. Elle prend ensuite le nom de Saint-Honoré d'Eylau. L'église ancienne devient l'église paroissiale,.
Le mouvement scout des « Entraîneurs catholiques de France », connu ensuite sous le nom d'« Entraîneurs de Saint-Honoré d'Eylau », est fondé le 2 octobre 1916 au sein de la paroisse. C'est le troisième groupe de scouts catholiques créé à Paris. Il est basé au sein de la paroisse Saint-Honoré d'Eylau mais voulu à sa création comme un mouvement à vocation nationale.
Après la construction de l'église nouvelle, celle-ci devient l'église paroissiale en 1974. La paroisse retrouve sa vocation monastique. Depuis 1979, elle abrite le monastère de la Présence de Dieu et ses religieuses contemplatives (moniales de Bethléem, de l'Assomption de la Vierge et de saint Bruno),.

## Lieux de culte
La paroisse Saint-Honoré d'Eylau comprend trois lieux de culte dans le 16e arrondissement de Paris :
- l'église ancienne se trouve place Victor-Hugo ;
- l'église nouvelle est située avenue Raymond-Poincaré ;
- la chapelle Saint-Albert-le-Grand, au 38 rue Spontini, est le lieu de culte de la communauté catholique allemande de Paris[5],[6].

## Liste des curés successifs
La liste des curés successifs est affichée dans l'église :
- 1862-1875 : Pierre Paul Cheruel
- 1875-1889 : André Sisson
- 1889-1910 : Emmanuel Marbeau
- 1910-1924 : René Soulange-Bodin
- 1924-1947 : Jérôme Labourt
- 1947-1966 : Émile Sedillière
- 1966-1982 : Daniel Perrot
- 1982-1991 : Claude Bressolette
- 1991-1999 : François de Charnacé
- 1999-2002 : Philippe Breton, consacré évêque d'Aire et Dax le 29 septembre 2002.
- 2002-2003 : Patrick Chauvet, nommé vicaire général de l'archevêché de Paris le 1er septembre 2003.
- 2003-2012 : Michel Callies
- 2012-2021 : Michel Gueguen, nommé vicaire général de l’archidiocèse de Paris en 2021.
- depuis 2021 : Antoine d'Eudeville[7].

## Publications
La paroisse publie Point d'Ho, bulletin paroissial,, ainsi qu'une Feuille paroissiale d'informations.

## Association paroissiale Saint-Honoré d'Eylau
L'église nouvelle ayant été construite après 1905, elle est restée propriété des paroissiens. Ceux-ci avaient, en effet, monté en 1897 la Société anonyme des immeubles de Saint-Honoré, qui, en 1969, a pris le nom d'Association paroissiale Saint-Honoré d'Eylau. Cette association est également propriétaire de l'externat Saint-Honoré d'Eylau, édifié en 1894.
La paroisse abrite la crèche « multi-accueil Saint-Honoré d’Eylau », qui reçoit jusqu'à 42 enfants parisiens sans condition de situation familiale ou religieuse.